# Aksentyeva (inslagkrater)
Aksentyeva is een inslagkrater op Venus. Aksentyeva werd in 1994 genoemd naar de Oekraïens/Sovjet astronoom en geofysicus Zinaida Aksentjeva (1900-1969).
De krater heeft een diameter van 40,7 kilometer en bevindt zich in het quadrangle Themis Regio (V-53).